# Szürkék

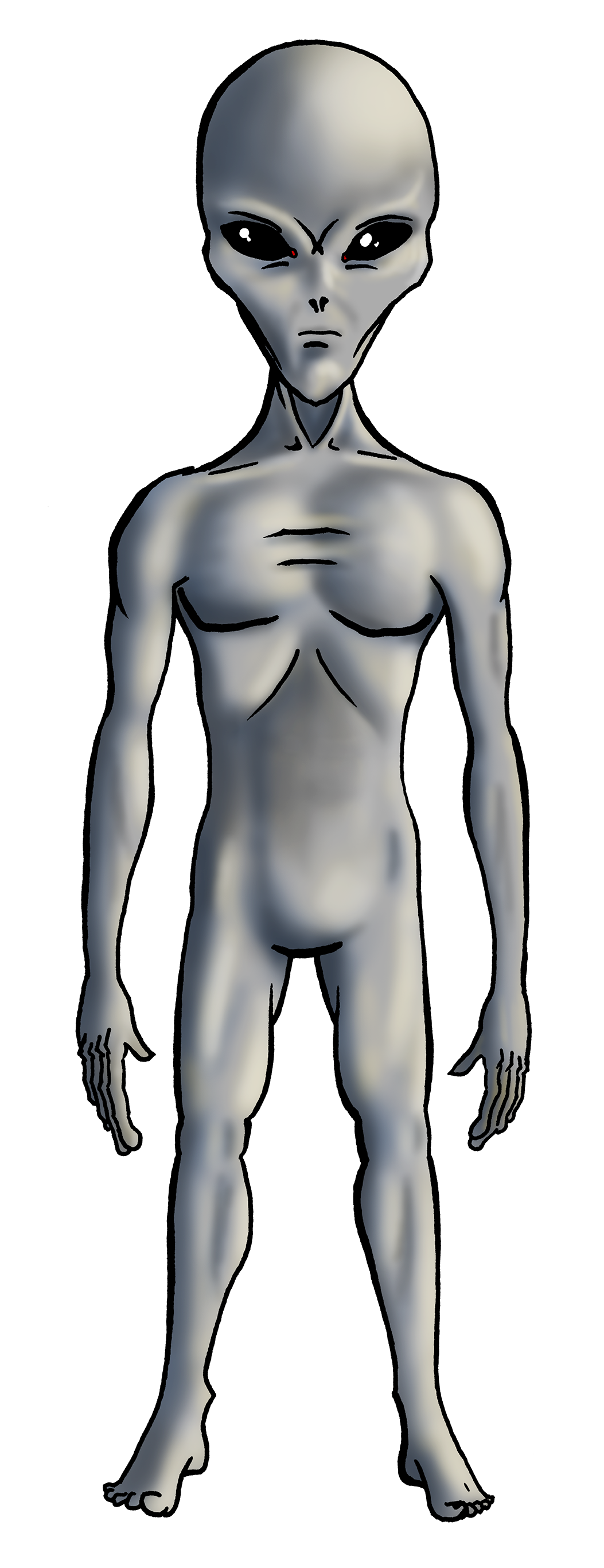
Zétaretikuli földönkívüli

A szürkék (más néven zéták vagy retikuliánusok, esetleg zétaretikuliak, a ζ Reticuli csillag után) egy  földönkívüli faj, amely a leggyakrabban fordul elő az UFO-összeesküvés-elméletekben valamint a harmadik típusú találkozások és UFO-elrablások leírásaiban. A populáris kultúrában is gyakran feltűnnek, például olyan sorozatokban, mint a Harmadik típusú emberrablások vagy az X-akták.
A „szürkék” szinte teljesen átvették a tipikus földönkívüli szerepét a klasszikus „kis zöld emberkéktől” az emberi képzeletvilágban.
A szürkéket általánosan alacsony (100–150 cm), vékony humanoidokként írják le, négy ujjuk van (hüvelykujjuk nincsen), abnormálisan nagy fejjel (villanykörtéhez hasonló formájú), óriási fekete mandula alakú szemekkel és sima, szőrtelen, szürke bőrrel (innen a név is, de elméletileg ,,kis fehéreknek" kéne hívnunk őket).
A szürkék népszerűségének fő oka a gyakori megjelenésük tudományos-fantasztikus filmekben, legelőször a Steven Spielberg gyártotta 1977-es Harmadik típusú találkozásokban és olyan filmekben, mint a Men in Black – Sötét zsaruk, A Függetlenség napja vagy a Csillagkapu. 
Léteznek olyan beszámolók, ahol magas szürkékről számolnak be. A 2013-ban elkészült Sötét égboltok című film szintén róluk szól.
Az UFO kutatók ezt a földönkívüli fajt a repülő csészealjakhoz kötik, mivel ez a faj rendelkezik ilyen típusú űrhajóval. Nem szabad összekeverni pl. a háromszög vagy egyéb más formájú égi járművekkel. Az Új-Mexikó területén fekvő roswelli UFO incidenskor egy repülő csészealj zuhant le annak sivatagában. A szemtanúk hallgatnak, de számos esetben történt már, hogy valakik a hallgatás ellenére azt állították, hogy nem egy egyszerű léggömb zuhant le.